# Listă de actori indieni
Aceasta este o listă de actori și actrițe din India.
Cuprins: Început - 0–9 A B C D E F G H I J K L M N O P Q R S T U V W X Y Z

## A
- Aamir Khan
- Abhishek Bachchan
- Aftab Shivdasani
- Amrish Puri
- Amitabh Bachchan
- Amjad Khan
- Ajay Devgan
- Akshay Khanna
- Akshay Kumar
- Amol Palekar
- Anil Kapoor
- Annu Kapoor
- Aman Verma
- Anupam Kher
- Arshad Warsi
- Ashok Kumar

## B
- Balraj Sahni
- Biswajit
- Bobby Deol

## C
- Carol Gracias
- Celina Jaitley
- Charmila
- Charmy Kaur
- Chaya Singh
- Chetana Das
- Chippy
- Chithra
- Chitrangada Singh
- Chitrashi Rawat
- Catherine Tresa

## D
- Dev Anand
- Dharmendra
- Dilip Kumar
- Dino Morea

## E
- Elli Avram
- Esha Deol
- Esha Gupta
- Ena Saha
- Evelyn Sharma

## F
- Fardeen Khan
- Feroze Khan

## G
- Gemini Ganesan
- Govinda
- Guru Dutt

## H
- Hrithik Roshan

## I
- Ilene Hamann
- Indrani Haldar
- Iniya
- Isha Chawla
- Isha Sharvani
- Isha Koppikar
- Isha Talwar
- Iyshwarya Rajesh
- Izabelle Leite
- Ileana D'Cruz

## J
- Jackie Shroff
- Jeetendra
- John Abraham
- Johnny Walker
- Jimmy Shergill

## K
- Kabir Bedi
- Kadar Khan
- Kamal Haasan

## L
- Lara Dutta

## M
- Madhavan
- Mammootty
- Manoj Bajpai
- Manoj Kumar
- Mehmood
- Mithun Chakraborty
- Mohanlal

## N
- Nandamuri Taraka Rama Rao
- Naseeruddin Shah
- Navin Nischol

## O
- Om Prakash
- Om Puri

## P
- Pankaj Kapur
- Pran
- Prem Nazir
- Priya Anjali Rai
- Priyanka Chopra
- Puneeth Rajkumar

## R
- Rajinikanth
- Raj Babbar
- Raj Kapoor
- Rajendra Kumar
- Raaj Kumar
- Rajeev Kapoor
- Rajesh Khanna
- Dr. Rajkumar
- Rakesh Roshan
- Randhir Kapoor
- Rishi Kapoor
- Roshan Seth

## S
- Saif Ali Khan
- Salman Khan
- Sanjay Dutt
- Sanjay Kapoor
- Sanjay Khan
- Sanjeev Kumar
- Shahid Kapoor
- Shahrukh Khan
- Shakti Kapoor
- Shammi Kapoor
- Shashi Kapoor
- Shatrughan Sinha
- Sivaji Ganesan
- Sunil Dutt
- Sunil Shetty
- Sunny Deol
- Suresh Gopi

## T
- Tusshar Kapoor

## U
- Utpal Dutt
- Uttam Kumar

## V
- Vinod Khanna
- Vinod Mehra
- Vivek Oberoi

## Vezi și
- Listă de regizori indieni